# Dhulian
Dhulian é uma cidade e um município no distrito de Murshidabad, no estado indiano de Bengala Ocidental.

## Geografia
Dhulian está localizada a 24° 41′ N, 87° 58′ L. Tem uma altitude média de 4 metros (13 pés).

## Demografia
Segundo o censo de 2001, Dhulian tinha uma população de 72 906 habitantes. Os indivíduos do sexo masculino constituem 50% da população e os do sexo feminino 50%. Dhulian tem uma taxa de literacia de 39%, inferior à média nacional de 59,5%: a literacia no sexo masculino é de 48% e no sexo feminino é de 31%. Em Dhulian, 20% da população está abaixo dos 6 anos de idade.